# Kup maršala Tita 1982./83.
Kup maršala Tita 1982./83., također poznat kao Kup Jugoslavije u nogometu 1982./83., bila je trideset i peta sezona Kupa Jugoslavije u nogometu nakon Drugog svjetskog rata.

U natjecanju je sudjelovalo tisuće timova: iz republičkih kupova plasirao se 14 momčadi koje su se pridružile 18 prvoligaškim klubovima u nacionalnom kupu kojim upravlja FSJ. Započeo je 26. listopada 1982., a završio 24. svibnja 1983.
Prošlosezonski branitelj naslova Crvena zvezda nije uspjela obraniti naslov budući da je u drugom kolu ispala od Rijeke. Prošlosezonski viceprvak Dinamo Zagreb i Sarajevo izborili su finale turnira u kojem je Dinamo osvojio svoj 7. naslov kupa pobjedivši Sarajevo 3:2 golovima Zlatka Kranjčara i Snješka Cerina. Ovo je bilo Dinamovo drugo osvojeno natjecanje pod vodstvom Miroslava Blaževića, s kojim su prethodno osvojili Prvu saveznu ligu 1981./82., svoj prvi naslov prvaka nakon 24 godine.

Zahvaljujući uspjehu, Dinamo je ostvario plasman u Kup pobjednika kupova 1983./84.
Iznenađenje turnira bio je Orijent koji je uspio doći do četvrtfinala, gdje je ispao na jedanaesterce od kasnijeg finalista Sarajeva nakon neriješenih 0:0.

## Sudionici
18 sudionika Prve savezne lige 1981./82. kvalificiralo se direktno. Ostalih 14 ekipa (u žutom) plasirale su se kroz republičke kupove.
| rang          | Slovenija            | Hrvatska                                         | Bosna i Hercegovina                                     | Srbija                             | Srbija                                                                   | Srbija     | Crna Gora            | Makedonija       |
| rang          | Slovenija            | Hrvatska                                         | Bosna i Hercegovina                                     | Vojvodina                          | Središnja Srbija                                                         | Kosovo     | Crna Gora            | Makedonija       |
| ------------- | -------------------- | ------------------------------------------------ | ------------------------------------------------------- | ---------------------------------- | ------------------------------------------------------------------------ | ---------- | -------------------- | ---------------- |
| 1. rang       | - Olimpija Ljubljana | - Dinamo Zagreb - Hajduk Split - Osijek - Rijeka | - Sarajevo - Sloboda Tuzla - Velež Mostar - Željezničar | - Vojvodina                        | - OFK Beograd - Crvena zvezda - Galenika Zemun - Partizan - Radnički Niš |            | - Budućnost          | - Vardar Skoplje |
| 2. rang       |                      | - Zagreb                                         | - Leotar Trebinje                                       | - AIK B. Topola - Spartak Subotica | - Borac Čačak                                                            | - Priština |                      | - Teteks         |
| 3. rang       | - Slovan Ljubljana   | - Orijent                                        | - Rudar Kakanj                                          |                                    |                                                                          |            | - Jedinstvo B. Polje | - Rabotnički     |
| 4. rang       |                      | - LIO Osijek - Viko-Omladinac                    |                                                         |                                    |                                                                          |            |                      |                  |
| Izvan sustava |                      |                                                  |                                                         |                                    | - JNA Garnizon Raška                                                     |            |                      |                  |

## Šesnaestina završnice
Utakmice odigrane 26. listopada 1982. 
| Domaći sastav                  |   | Gostujući sastav        | Rezultat       | Strijelci                                                                               |
| ------------------------------ | - | ----------------------- | -------------- | --------------------------------------------------------------------------------------- |
| Garnizon JNA (Raška)           | – | Hajduk (Split)          | 1:1 (8:9 pen.) | 1:0 Stefanov, 1:1 Mehmedalić                                                            |
| Radnički (Niš)                 | – | Galenika (Zemun)        | 1:2            | 0:1 Lacmanović, 1:1 Aleksić, 1:2 Lacmanović                                             |
| Viko-Omladinac (Novo Selo Rok) | – | NK Rijeka (Rijeka)      | 0:4            | 0:1 Gračan, 0:2 Desnica, 0:3 Matrljan, 0:4 Juričić                                      |
| Jedinstvo (Bijelo Polje)       | – | Dinamo (Zagreb)         | 0:2            | 0:1 Deželić, 0:2 B. Cvetković                                                           |
| AIK (Bačka Topola)             | – | Crvena zvezda (Beograd) | 2:4            | 0:1 V. Petrović, 0:2 B. Đurovski, 0:3 Janjanin, 1:3 Agbaba, 1:4 Đorđić, 2:4 Patarčić    |
| Slovan (Ljubljana)             | – | Velež (Mostar)          | 0:1            | Vukoje                                                                                  |
| Teteks (Tetovo)                | – | Sloboda (Tuzla)         | 1:1 (3:5 pen.) | 1:0 Tasić, 1:1 C. Milošević (pen)                                                       |
| LIO (Osijek)                   | – | Vardar (Skoplje)        | 0:0 (2:4 pen.) |                                                                                         |
| Rudar (Kakanj)                 | – | FK Sarajevo (Sarajevo)  | 0:3            | 0:1 Pašić, 0:2 Pašić, 0:3 Sušić                                                         |
| Orijent (Rijeka)               | – | NK Osijek (Osijek)      | 2:0            | 1:0 Tabar, 2:0 Močinić                                                                  |
| Rabotnički (Skoplje)           | – | Željezničar (Sarajevo)  | 2:2 (6:4 pen.) | 1:0 Natev, 1:1 Škoro, 2:1 Natev, 2:2 Aškraba                                            |
| Vojvodina (Novi Sad)           | – | Borac (Čačak)           | 6:1            | 1:0 Bekvalac, 2:0 Rac, 3:0 Z. Marić, 3:1 Ivanović, 4:1 Zovko, 5:1 Tintar, 6:1 Mićanović |
| Partizan (Beograd)             | – | Leotar (Trebinje)       | 1:0            | Đelmaš                                                                                  |
| FK Priština (Priština)         | – | OFK Beograd (Beograd)   | 0:1            | B. Marjanović                                                                           |
| NK Zagreb (Zagreb)             | – | Olimpija (Ljubljana)    | 0:2            | 0:1 Rožič, 0:2 Domadenik                                                                |
| Spartak (Subotica)             | – | Budućnost (Titograd)    | 0:1            | Hadžiosmanović                                                                          |

## Osmina završnice
Utakmice odigrane 10. studenog 1982.
| Domaći sastav           |   | Gostujući sastav     | Rezultat       | Strijelci |
| ----------------------- | - | -------------------- | -------------- | --- |
| OFK Beograd (Beograd)   | – | Galenika (Zemun)     | 3:2            | 1:0 Verušević, 2:0 Majstorović, 2:1 Kolb, 2:2 Z. Panić, 3:2 Majstorović                                           |
| Crvena zvezda (Beograd) | – | NK Rijeka (Rijeka)   | 1:3            | 0:1 D. Lukić, 1:1 D. Savić, 1:2 Desnica, 1:3 Gračan                                                               |
| Sloboda (Tuzla)         | – | Partizan (Beograd)   | 3:2            | 1:0 Cvjetković, 2:0 Cvjetković, 3:0 Kovačević, 3:1 Živković, 3:2 Živković                                         |
| Olimpija (Ljubljana)    | – | Orijent (Rijeka)     | 0:0 (6:7 pen.) | |
| Hajduk (Split)          | – | Budućnost (Titograd) | 5:0            | 1:0 Jerolimov, 2:0 Gudelj, 3:0 Jerolimov, 4:0 Krstičević, 5:0 Krstičević                                          |
| Vardar (Skoplje)        | – | Vojvodina (Novi Sad) | 0:1            | Z. Marić |
| Dinamo (Zagreb)         | – | Velež (Mostar)       | 3:2            | 1:0 Kranjčar, 2:0 B. Cvetković, 2:1 D. Juričić 3:1 Kranjčar (pen), 3:2 Matijević                                  |
| FK Sarajevo (Sarajevo)  | – | Rabotnički (Skoplje) | 5:2            | 0:1 A. Georgijevski, 0:2 Natev, 1:2 B.Božović, 2:2 Sušić, 3:2 Teskeredžić, 4:2 Hadžibegić (pen), 5:2 Janjuš (pen) |

## Četvrtzavršnica
Utakmice odigrane 23. ožujka 1983. 
| Domaći sastav         |   | Gostujući sastav       | Rezultat       | Strijelci                                                                          |
| --------------------- | - | ---------------------- | -------------- | ---------------------------------------------------------------------------------- |
| OFK Beograd (Beograd) | – | Hajduk (Split)         | 0:2            | 0:1 Šalov, 0:2 Šalov                                                               |
| NK Rijeka (Rijeka)    | – | Vojvodina (Novi Sad)   | 1:0            | Mokuš (autogol)                                                                    |
| Dinamo (Zagreb)       | – | Sloboda (Tuzla)        | 6:0            | 1:0 Krnčević, 2:0 Mlinarić, 3:0 Kranjčar, 4:0 Kranjčar, 5:0 Kranjčar, 6:0 Kranjčar |
| Orijent (Rijeka)      | – | FK Sarajevo (Sarajevo) | 0:0 (3:4 pen.) |                                                                                    |

## Poluzavršnica
Utakmice odigrane 27. travnja 1983. 
| Domaći sastav          |   | Gostujući sastav | Rezultat | Strijelci                                                       |
| ---------------------- | - | ---------------- | -------- | --------------------------------------------------------------- |
| NK Rijeka (Rijeka)     | – | Dinamo (Zagreb)  | 1:3      | 0:1 Peranić (autogol), 0:2 Krnčević, 1:2 D. Lukić, 1:3 Mlinarić |
| FK Sarajevo (Sarajevo) | – | Hajduk (Split)   | 1:0      | Jozić                                                           |

## Završnica
U finalu Kupa Jugoslavije 1982./83. igrali su Dinamo Zagreb i Sarajevo na stadionu Crvene zvezde u Beogradu. Dinamo Zagreb pobijedio je 3:2, uz dva pogotka Zlatka Kranjčara i jedan Snješka Cerina. Dinamo je dosad jedanaest puta bio u finalu, pritom osvojivši šest naslova (1951., 1959./60., 1962./63., 1964./65., 1968./69., 1979./80.). To je bio Dinamov zadnji osvojeni kup. Sarajevu je ovo bio drugi i zadnji nastup u finalu (izgubili su u finalu 1966./67. od splitskog Hajduka).
Ovo je bio jedan od trofeja koje je Dinamo osvojio u svom uspješnom razdoblju ranih 1980-ih, što uključuje osvajanje Prve savezne lige 1981./82. i Kupa Jugoslavije 1979./80.

### Susret
| 24. svibnja 1983.          |             |                             |                                                                                        |
| Dinamo Zagreb              | 3:2         | Sarajevo                    | Stadion Crvena zvezda, Beograd Broj gledatelja: 25.000 Sudac: Dragan Delević (Beograd) |
| Kranjčar 14' 35' Cerin 31' | (izvještaj) | 29' Musemić 73' Kapetanović | Stadion Crvena zvezda, Beograd Broj gledatelja: 25.000 Sudac: Dragan Delević (Beograd) |

| Dinamo | Sarajevo |

|                   |    |                    |     |
|                   |    |                    |     |
| G                 | 1  | Marijan Vlak       |     |
| B                 | 2  | Ante Rumora        |     |
| B                 | 3  | Zvjezdan Cvetković |     |
| B                 | 4  | Ismet Hadžić       |     |
| B                 | 5  | Mladen Munjaković  |     |
| B                 | 6  | Srećko Bogdan      |     |
| V                 | 7  | Zlatan Arnautović  |     |
| N                 | 8  | Snješko Cerin      |     |
| N                 | 9  | Zlatko Kranjčar    | 81' |
| V                 | 10 | Marko Mlinarić     |     |
| N                 | 11 | Borislav Cvetković | 79' |
| Izmjene:          |    |                    |     |
| V                 | ?  | Velimir Zajec      | 79' |
| N                 | ?  | Eddie Krncevic     | 81' |
| Trener:           |    |                    |     |
| Miroslav Blažević |    |                    |     |

|             |    |                   |     |
|             |    |                   |     |
| G           | 1  | Slobodan Janjuš   |     |
| B           | 2  | Ferid Radeljaš    |     |
| B           | 3  | Mirza Kapetanović |     |
| B           | 4  | Želimir Vidović   | 36' |
| B           | 5  | Nijaz Ferhatović  |     |
| B           | 6  | Faruk Hadžibegić  |     |
| V           | 7  | Dragan Božović    |     |
| V           | 8  | Slaviša Vukićević |     |
| N           | 9  | Husref Musemić    |     |
| B           | 10 | Davor Jozić       |     |
| V           | 11 | Boban Božović     | 46' |
| Izmjene:    |    |                   |     |
| V           | ?  | Mehmed Janjoš     | 36' |
| V           | ?  | Senad Merdanović  | 46' |
| Trener:     |    |                   |     |
| Boško Antić |    |                   |     |

## Poveznice
- Prva savezna liga 1982./83.
- Druga savezna liga 1982./83.
- 3. ligaški rang 1982./83.

## Vanjske poveznice
- RSSSF
- Jugoslavija - Detalji finala Kupa 1947.-2001
- exyufudbal.in.rs
- lavkup.com
- bihsoccer.com